# Nothopegia acuminata
Nothopegia acuminata är en sumakväxtart som beskrevs av J. Sincl.. Nothopegia acuminata ingår i släktet Nothopegia och familjen sumakväxter. Inga underarter finns listade i Catalogue of Life.